# Spice World

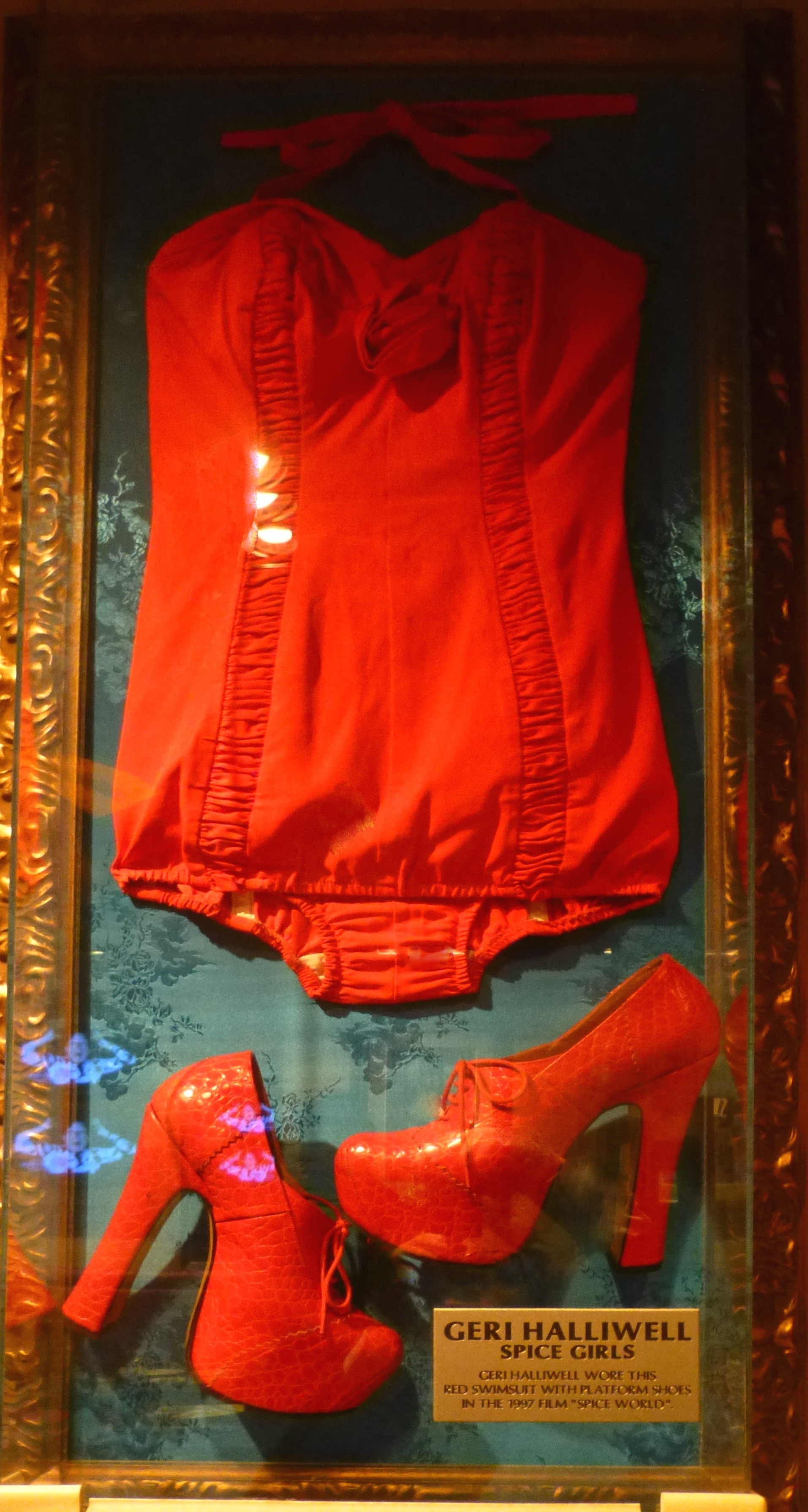
Outfit van Geri Halliwell in de film Spice World

Spice World is een Britse muzikale komedie uit 1997 rond de Britse popgroep Spice Girls.

## Verhaal
De zeer dunne plot bestaat uit een combinatie van humoristische, surrealistische en muzikale intermezzo's vol cameo's van beroemde acteurs en muzikale artiesten, terwijl de band zich klaarmaakt voor een groot concert in de Royal Albert Hall in London, waar de film ook mee afsluit.

## Rolverdeling
| Acteur            | Personage                  |
| ----------------- | -------------------------- |
| Victoria Adams    | Victoria (Posh Spice)      |
| Melanie Brown     | Mel B (Scary Spice)        |
| Emma Bunton       | Emma (Baby Spice)          |
| Melanie Chisholm  | Mel C (Sporty Spice)       |
| Geri Halliwell    | Geri (Ginger Spice)        |
| Richard E. Grant  | Clifford                   |
| Alan Cumming      | Piers Cuthbertson-Smyth    |
| Roger Moore       | The Chief                  |
| Meat Loaf         | Dennis                     |
| Naoko Mori        | Nicola                     |
| Elton John        | zichzelf                   |
| Michael Barrymore | Mr. Step                   |
| Richard Briers    | bisschop                   |
| Elvis Costello    | zichzelf                   |
| Stephen Fry       | rechter                    |
| Bob Geldof        | zichzelf                   |
| Jools Holland     | regisseur                  |
| Bob Hoskins       | Geri's vermomming          |
| Barry Humphries   | Kevin McMaxford            |
| Hugh Laurie       | Poirot                     |
| Jonathan Ross     | zichzelf                   |
| Jennifer Saunders | modieuze vrouw / feestgast |
| Kevin Allen       | Gainer (tv-regisseur)      |

## Ontvangst
De film bracht wereldwijd zo'n 59 miljoen euro op, en heeft in de loop der jaren een kleine cultstatus opgebouwd onder fans van de groep. Hoewel het een commercieel succes was, werd de film door critici afgekraakt en kregen de Spice Girls gezamenlijk de prijs voor "Slechtste Actrice" tijdens de Golden Raspberries van 1998.

## Opmerkelijke prestaties
- De film zette destijds het record voor het hoogste Amerikaanse weekenddebuut tijdens de Super Bowl (25 januari 1998) met inkomsten van €8.339.714. Dit record werd in 2004 verbroken door de film The Butterfly Effect .